# Juan José Nogués
Juan José Nogués Portalatín (n. 28 martie 1909 – d. 2 iulie 1998) a fost un fotbalist spaniol care a jucat pentru echipa FC Barcelona.